# Младеновац форестлендерси
Форестлендерси Младеновац су клуб америчког фудбала из Младеновца, у Србији. Основани су 2006. године и своје утакмице играју на стадиону ФК Дедиње. Тренутно се такмиче Суперлиги Србије.